# دان ويكفيلد
دان ويكفيلد (بالإنجليزية: Dan Wakefield)‏ (21 مايو 1932، إنديانابوليس في الولايات المتحدة)؛ كاتِب، سيناريست، صحفي وروائي أمريكي.

## روابط خارجية
- دان ويكفيلد على موقع IMDb (الإنجليزية)
- دان ويكفيلد على موقع قاعدة بيانات الفيلم (الإنجليزية)